# Alexis Thépot
Alexis Thépot, dit Alex Thépot, né le 30 juillet 1906 à Brest (Finistère) et mort le 21 février 1989 à Quiberon (Morbihan), est un footballeur international français. Comptant trente-et-une sélections avec l'équipe de France, il participe aux coupes du monde de 1930 et 1934.

## Biographie
Alexis Thépot, fils d'un marin breton est lauréat du concours des douanes en 1925 et exerce comme contrôleur-adjoint à Paris au terme de son service militaire en 1927. À la même époque, il commence sa carrière de footballeur au sein d'un patronage paroissial, l'Armoricaine de Brest.
Il s'illustre comme gardien de but lors d'un 16e de finale de la Coupe de France contre le Club français ce qui lui vaut d'être sélectionné avec l'équipe de France militaire. Affecté comme douanier à Paris, il gagne les rangs du Football Étoile Club de Levallois avant d'évoluer au Red Star, à l'époque le premier club français. Il y reste jusqu'en 1935.
De 1927 à 1935, Alexis Thépot occupe le poste de gardien de but titulaire en équipe de France. Il s'entraîne deux fois par semaine. En 1930, en congé de deux mois sans solde, Alexis Thépot s'embarque avec l'équipe de France de football sur le navire italien Conte Verde (en) pour une traversée de près de 15 jours jusqu'en Uruguay. En effet, le pays vainqueur des tournois olympiques de football de 1924 et 1928 organise la première Coupe du monde de football initiée par le Français Jules Rimet, également à bord.
Il est le gardien de l'équipe de France lors de la Coupe du monde 1930 en Uruguay. L'équipe de France dispute son premier match contre le Mexique et l'emporte 4-1. Au cours de cette rencontre, Alexis Thépot est quasiment mis KO par un choc avec un attaquant mexicain et contraint de quitter le terrain. Si le gardien breton peut s'illustrer lors des matchs suivant, l'équipe de France doit s'incliner à deux reprises, d'abord face aux redoutés Argentins (1-0) puis contre le Chili sur le même score, ce qui met fin à l'aventure tricolore en Amérique du Sud.
Cela n'empêche pas Alexis Thépot d'être reconnu pour son talent exceptionnel. Il est désigné alors meilleur gardien du tournoi et est le seul européen à figurer dans l'équipe idéale à l'issue de la compétition. Thépot est également sélectionné pour la Coupe du monde 1934 en Italie mais, le tournoi se déroulant par élimination directe, les Français ne passent pas le premier tour (1/8 de finales), battus 3-2 par la sélection autrichienne. Il connaît encore la défaite pour ce qui est son dernier match (3-1) face à l'Allemagne en 1935 mais Alexis Thépot garde longtemps un très bon souvenir de cette victoire 5 buts à 2 contre l'Angleterre, le 14 mai 1931 à Colombes.
Alexis Thépot poursuit sa carrière de douanier à Dunkerque où il joue pour le club local (saison 1935-1936) puis obtient sa mutation pour Saint-Malo en 1937. Il joue alors pour le club local l'Union sportive Saint-Malo jumelé avec celui de la voisine Saint-Servan,  où il tient à la fois les rôles de gardien, capitaine et entraîneur. Si la carrière de footballeur touche à sa fin, Alexis Thépot passe encore douze années à Saint-Malo avant d'être promu inspecteur des douanes en 1944 et d'exercer de nouvelles fonctions à Paris, jusqu'en 1964, au sein du Service de répression des fraudes douanières  (SRFD) — ancêtre de la Direction nationale du renseignement et des enquêtes douanières (DNRED) — devenu Service national des enquêtes douanières (SNED) en 1956.
Il retrouve alors l'équipe de France de football en rejoignant le comité de sélection de 1954 à 1960. Alexis Thépot connaît ainsi une nouvelle aventure avec l'équipe de France de football qui dispute la  Coupe du monde de 1958 en Suède et termine troisième d'une compétition où s'illustrent Raymond Kopa, Roger Piantoni ou Just Fontaine. Il démissionne à la suite de la défaite 6-2 contre la Suisse à Bâle. Alexis Thépot prend sa retraite en février 1968 comme inspecteur principal des douanes depuis 1964. Il meurt le 21 février 1989 à Quiberon où il s'est retiré.

## Carrière joueur
- 1922-1927 :  Armoricaine de Brest
- 1927-1928 :  FEC Levallois
- 1928-1935 :  Red Star
- 1935-1936 :  USL Dunkerque
- 1941-1942 :  US Servannaise (entraîneur-joueur-dirigeant)[1]

## Distinctions personnelles et records
- Meilleur gardien de la Coupe du Monde en 1930.